# Guanetydyna
Guanetydyna (łac. guanethidinum) – organiczny związek chemiczny z grupy pochodnych guanidyny o działaniu hipotensyjnym. Stosowany jako lek z grupy sympatolityków. Hamuje pozazwojowe neurony adrenergiczne układu współczulnego wpływając na zahamowanie uwalniania noradrenaliny do szczeliny synaptycznej oraz hamuje jej magazynowanie w pęcherzykach synaptycznych, zachowując się jak fałszywy przekaźnik. Maleje aktywność reninowa osocza, wskutek zwiększenia objętości płynów krążących (co jest wynikiem zmniejszenia przesączania kłębuszkowego i rozszerzenia naczyń). Może to osłabić hipotensyjne działanie leku i być przyczyną obrzęków.
W pierwszej fazie działania guanetydyna wywołuje wzrost ciśnienia (uwalnianie noradrenaliny wypieranej z pęcherzyków synaptycznych), stopniowo jednak ciśnienie spada wskutek narastającego upośledzenia czynności neuronów współczulnych. Długotrwałe podawanie leku prowadzi do powstania nadwrażliwości receptorów postsynaptycznych – dlatego nie należy nagle przerywać podawania guanetydyny.

## Zastosowanie
Guanetydyna jest niemal zupełnie pozbawiona działania ośrodkowego a jej silne działanie jest wykorzystywane na ogół w ciężkich postaciach nadciśnienia. Jej działanie jest długotrwałe; występuje wyraźnie zaznaczona hipotensja ortostatyczna. Trzeba podkreślić duże indywidualne zróżnicowanie wrażliwości na lek, wynikające w znacznej mierze ze słabego (30%) wchłaniania z przewodu pokarmowego.
Działanie hipotensyjne narasta w ciągu kilku dni i utrzymuje się przez kilka dni po zaprzestaniu podawania leku. Optymalna dawka dzienna wynosi 20–50 mg, leczenie należy rozpoczynać od dawek mniejszych (zmniejsza to nasilenie początkowej fazy hipertensyjnej).

## Interakcje
Działanie guanetydyny jest osłabione lub znoszone przez leki hamujące błonowy transport leku i jego wnikanie do komórek. Działają tak przede wszystkim trójpierścieniowe leki przeciwdepresyjne, neuroleptyczne z grupy fenotiazyny, sympatykomimetyczne z grupy amfetaminy. Inhibitory MAO mogą doprowadzić do odwrócenia działania guanetydyny w wyniku zniesienia wewnątrzneuronalnego metabolizmu noradrenaliny.